# سوزوکی ماسامی
سوزوکی ماسامی (انگلیسی: Masami Suzuki; ۱۴ ژوئیهٔ ۱۹۷۲ – ) صداپیشه، بازیگر، و خواننده اهل ژاپن بود. وی از سال ۱۹۹۴ میلادی تاکنون مشغول فعالیت بوده‌است.